# Alessandro Bermani
Alessandro Bermani (Novara, 23 ottobre 1906 – Novara, 12 gennaio 1979) è stato un politico italiano.

## Biografia
Nato a Novara da una famiglia benestante, esercita la professione di avvocato.
 
Socialista, già consigliere comunale, è stato sindaco di Novara dal 1956 al 1960 e nel 1962, senatore della Repubblica nella IV, V e VI legislatura ed europarlamentare (eletto nel 1971). Era il padre dello storico Cesare Bermani.

### Attività letteraria
Molto legato alla sua città, Bermani ha scritto numerose poesie in dialetto novarese, talvolta col soprannome di Lisàndar: assieme a Giulio Carlo Genocchio, Dante Ticozzi, Maria Fenoglio De Angelis e Luisa Falzoni appartiene al gruppo dei "cinq da Nuara", che per primi negli Anni Sessanta del Novecento diedero vita alla poesia dialettale cittadina. Nel 1974 pubblica la raccolta Al dialèt dla mè cità. Tra le opere per cui viene ricordato, particolarmente nota è la poesia La Funtanela, ancora oggi incisa sulla fontanella adiacente alla Basilica di San Gaudenzio in Novara.